# Kyle Walker
Kyle Andrew Walker (Sheffield, 28 de maio de 1990) é um futebolista inglês que atua como lateral-direito e zagueiro. Atualmente joga pelo Burnley, também atua pela Seleção Inglesa. 

## Carreira

### Sheffield United
Kyle Walker foi formado nas categorias de base do Sheffield United, onde se profissionalizou em 2008, porém não teve sequência e saiu por empréstimo.

### Northampton Town
Em novembro de 2008, ele foi emprestado ao Northampton Town por um mês para ganhar alguma experiência de jogo. Em 15 de novembro, ele fez sua primeira aparição na liga contra o Oldham Athletic. Após o período de empréstimo de apenas um mês terminou, ambos os clubes concordaram em uma extensão até janeiro de 2009, então ele fez nove aparições na liga até o final do período de empréstimo, antes de retornar ao Sheffield United.

### Retorno ao Sheffield United
Em seu retorno, Walker jogou seu primeiro jogo contra o Leyton Orient em 13 de janeiro de 2009 na terceira rodada da Copa da Inglaterra. Walker teve a chance de estar no time titular em seu primeiro jogo na liga em 25 de abril contra o Swansea City. Depois de duas performances excepcionalmente boas na liga, ele manteve seu lugar no time até o final da temporada através dos jogos do play-off, em que eles jogaram contra o Preston North End e, finalmente, contra o Burnley.
Ao fim da temporada foi contratado pelo Tottenham Hotspur, porém ficou mais uma temporada no Sheffield United.

### Queens Park Rangers
Em 13 de setembro de 2010, Walker assinou um contrato de empréstimo de um mês com o Queens Park Rangers, pois estava com problemas de lesão. Walker rapidamente se tornou um favorito dos fãs devido às suas boas performances e, portanto, o período de empréstimo foi estendido até 3 de janeiro de 2011.

### Aston Villa
Em 6 de janeiro de 2011, Kyle Walker foi emprestado ao  Aston Villa até o final da temporada 2010-11. Walker marcou em sua estreia contra o Sheffield United na terceira rodada da Copa da Inglaterra em janeiro de 2011.
Walker deixou o Aston Villa no final da temporada 2010-11, depois de marcar dois gols em 18 partidas em todas as competições.

### Tottenham

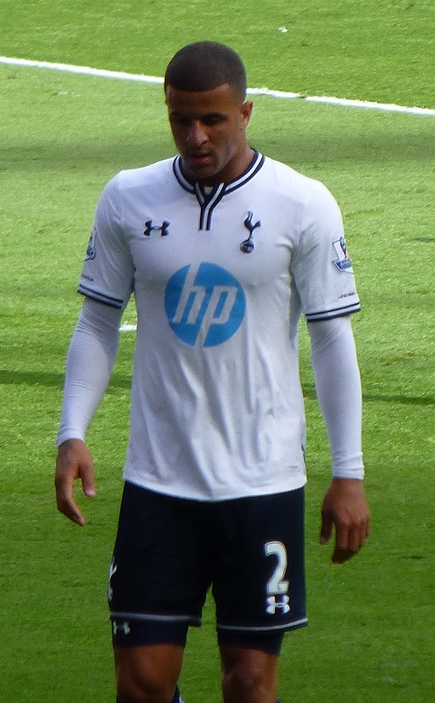
Walker jogando pelo Tottenham Hotspur em 2013

Após vários empréstimos finalmente Walker passou a fazer parte do elenco principal do Tottenham por opção do treinador, Harry Redknapp, no ínicio da temporada 2012/13.
Foi eleito o Jogador Jovem do Ano da Premier League de 2011–12, pela Professional Footballers' Association (PFA).

### Manchester City
Em 14 de julho de 2017, Kyle Walker assinou um contrato de cinco anos com o Manchester City. Em uma transferência que teria valido uma taxa inicial de £ 45 milhões, que subiu para £ 50 milhões com complementos, tornando-o um dos defensores mais caros da história. Em 12 de agosto de 2017, Walker estreou com a camisa do City contra o Brighton, em uma partida em que muitos meios de comunicação o rotularam como o melhor jogador.
Na temporada 2018/19, Walker jogou 52 vezes pelo Manchester City nesta temporada, participando de 10 jogos da Liga dos Campeões; Walker ajudou o time de Pep Guardiola a chegar a 17 clean sheets no campeonato.
Kyle Walker perdeu um pouco de espaço na temporada 2022/23. Ele foi titular em apenas três jogos da campanha do título da Champions League e em 22 partidas das 27 que disputou na Premier League. Walker ficou um mês fora devido a uma lesão na virilha, que o tirou inclusive da partida de estreia da Inglaterra na Copa do Mundo de 2022.
Kyle Walker capitaneou o City para a glória no Cidade dos Esportes Rei Abdullah Stadium, e suas façanhas defensivas lhe renderam o prêmio Bola de Prata do Mundial de Clubes 2023, vencido pelo City sobre o Fluminense 4-0.
Em 15 de janeiro de 2024, a FIFA anunciou a seleção do ano de 2023 no prêmio Fifa The Best e Walker foi escolhido um dos defensores.

### Milan
Em janeiro de 2025, Walker foi contratado, por empréstimo, pelo Milan, da Itália.

## Títulos
Manchester City
- Campeonato Inglês: 2017–18, 2018–19, 2020–21, 2021–22, 2022–23, 2023–24
- Copa da Inglaterra: 2018–19, 2022–23
- Copa da Liga Inglesa: 2017–18, 2018–19, 2019–20, 2020–21
- Supercopa da Inglaterra: 2018, 2019
- Liga dos Campeões da UEFA: 2022–23[23]
- Supercopa da UEFA: 2023
- Copa do Mundo de Clubes da FIFA:2023[24]

### Prêmios individuais
- Jovem do Ano PFA da Premier League: 2011–12
- Equipe do Ano PFA da Premier League: 2011–12, 2016–17,[25] 2017–18[26]
- Equipe Ideal da Eurocopa: 2020, 2024[27]
- Time da Temporada da Liga dos Campeões da UEFA: 2022–23[28]
- Bola de Prata do Mundial de Clubes: 2023[29]
- FIFPro World XI: 2023

## Polêmicas

### Violação de Quarentena
Em 2020, durante um dos confinamentos provocados pela pandemia de covid-19, organizou uma festa de cariz sexual com um amigo e duas acompanhantes. Mais tarde fez um pedido de desculpas público admitindo ter feito uma festa com prostitutas durante a quarentena.

### Assédio
Em 2023, foi filmado num bar a mostrar os genitais, apalpar e beijar uma mulher. O internacional inglês arrisca vir a ser detido pela polícia por comportamento inapropriado em público.